# Литардьер, Рене Веррье де
Рене Веррье де Литардьер (фр. René Verriet de Litardière; 1888—1957) — французский ботаник.

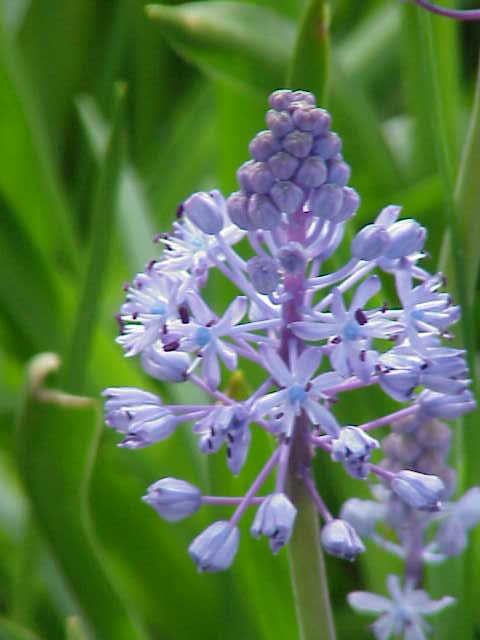
Scilla litardierei — один из видов растений, названных в честь де Литардьера

## Биография
Рене Веррье де Литардьер родился 24 июня 1888 года в коммуне Мазьер-ан-Гатен в семье врача. Учился в лицее Фонтан-де-Ниор, в 1905 году получил степень бакалавра. В 1908 году Литардьер получил учёную степень по ботанике, продолжил учиться в Ботаническом институте Пуатье. Также учился на медицинском факультете, во время Первой мировой войны был военным врачом. В 1919 году Литардьер стал преподавать в Лилльском университете. 10 декабря 1921 года Рене стал доктором философии в Парижском университете за работу, посвящённую клеткам папоротниковидных растений. С 1931 по 1954 Литардьер был директором Ботанического института Гренобльского университета. В 1954 году Рене де Литардьер ушёл на пенсию. 24 октября 1957 года Рене Веррье де Литардьер скончался в своём доме в Мазьер-ан-Гатен.

## Растения, названные в честь Р. В. де Литардьера
- Alchemilla litardierei H.Lindb., 1932
- Allium litardierei J.-M.Tison, 2010
- Aquilegia litardierei Briq., 1910
- Asperula litardierei Humbert, 1927
- Asplenium ×litardierei Bennert & D.E.Mey., 1975
- Calamintha litardierei Sennen, 1934
- Centaurea litardierei Jahand. & Maire, 1925
- Centaurium ×litardierei Ronniger ex Litard., 1948
- Crepis litardierei Emb., 1935
- Dryopteris ×litardierei Rothm., 1945
- Festuca litardiereana Maire, 1931 [syn.  Vulpia litardiereana (Maire) A.Camus, 1934]
- Festuca litardiereana Vigo, 1983 [syn.  Festuca durissima Rouy, 1913]
- Hieracium litardiereanum Zahn, 1923 [syn.  Pilosella litardiereana (Zahn) Soják, 1971]
- Hieracium litardierei Arv.-Touv., 1913 [syn.  Hieracium lusitanicum Arv.-Touv., 1897]
- Marrubium litardierei Marmey, 1958
- Orchis ×litardierei Ruppert & Lebrun, 1934
- Saxifraga litardierei Luizet, 1924
- Scilla litardierei Breistr., 1954
- Taraxacum litardieri Soest, 1957